# Ячменёв, Аркадий Николаевич
Аркадий Николаевич Ячменёв (28 февраля 1933 — 11 января 2014) — Герой Социалистического Труда (1981).

## Биография
Родился в Нижнем Тагиле в семье служащих.
Окончил Уральский политехнический институт (1956), инженер-металлург.
В 1956—1957 гг. — инженер-конструктор в Свердловском филиале Гипромеза; с 1957 г. — на Первоуральском новотрубном заводе: помощник мастера, мастер, старший мастер, заместитель начальника, начальник трубопрокатного цеха № 1, главный инженер — заместитель генерального директора, с 1994 — главный прокатчик.
Участвовал в освоении несменяемой оправки на прошивном и автоматическом станах ТПУ «140» № 2; освоении и совершенствовании технологии производства труб из новых марок стали для энергетических блоков большой мощности: авиационной, атомной, оборонной, химической промышленности; новой калибровки оправок прошивного стана ТПУ «140» № 1, валков прошивного стана ТПУ «220»; разработке новой технологии производства горячекатаных нержавеющих труб. Руководил работами по реконструкции трубопрокатного оборудования цехов без остановки производства.
В 1981 году удостоен звания Героя Социалистического Труда «за выдающиеся производственные достижения, досрочное выполнение заданий десятой пятилетки и принятых социалистических обязательств по выпуску продукции, улучшению её качества, повышению производительности труда и проявленную трудовую доблесть».

## Награды
Герой Социалистического Труда (1981). Награждён орденами Ленина (1981), Октябрьской Революции (1974), «Знак Почета» (1971), медалями.